# Ralf Hütter
Ralf Hütter (n. 20 august 1946, Krefeld, Germania) este vocalistul, clapistul și "lider de trupă" la Kraftwerk, și de obicei este cel căruia i se iau interviurile. Vocea sa groasă, de tenor, a ajutat trupa Kraftwerk să fie plasată separat de celelalte trupe.
Un ciclist înrăit, Hutter a fost implicat într-un accident de bicicletă în 1983. A fost internat în spital multe luni, și Karl Bartos a observat primul lucru pe care l-a spus când și-a revenit din comă: "Unde îmi este bicicleta?"